# Cathy Cahlin Ryan
Cathy Cahlin Ryan (* in Miami, Florida) ist eine US-amerikanische Schauspielerin.

## Leben und Wirken
Cathy Cahlin Ryan wurde durch ihre Rolle als Corrine Mackey in der US-Fernsehserie The Shield bekannt. Daneben wirkte sie unter anderem in vielen Theaterproduktionen mit und spielte Nebenrollen in einigen Fernsehserien.
Cathy Cahlin Ryan ist mit dem Erfinder von The Shield, Shawn Ryan, verheiratet und hat zwei Kinder mit ihm.

## Filmografie (Auswahl)
- 1994: Roseanne: An Unauthorized Biography (Fernsehfilm)
- 2005: Für alle Fälle Amy (Judging Amy, Fernsehserie, eine Folge)
- 2007: The Unit – Eine Frage der Ehre (The Unit, Fernsehserie, eine Folge)
- 2008: Monk (Fernsehserie, eine Folge)
- 2008: Redbelt
- 2002–2008: The Shield – Gesetz der Gewalt (The Shield, Fernsehserie, 83 Folgen)
- 2009: Numbers – Die Logik des Verbrechens (Numb3rs, Fernsehserie, eine Folge)
- 2009: Family Guy (Zeichentrickserie, Stimme, eine Folge)
- 2012: Justified (Fernsehserie, eine Folge)
- 2017–2024: S.W.A.T. (Fernsehserie)